# Argyle (vrachtwagenmerk)
 Argyle was een vrachtwagenmerk uit Schotland.
Het vrachtwagenmerk Argyle werd opgericht in 1970 door de Argyle Diesel Company. Argyle was echter niet opgewassen tegen de grote concurrentie in die jaren en het bedrijf heeft maar twee modellen vrachtwagens kunnen produceren. Argyle sloot in 1973 vanwege tegenvallende resultaten.

## Typen vrachtwagens
In de drie jaar dat Argyle bestond heeft het bedrijf twee typen vrachtwagens gemaakt. Een bakwagen met een laadvermogen van 16 ton, en een trekker-opleggercombinatie met een laadvermogen van 120 ton.